# Sic
O advérbio latino sic (por extenso: sic erat scriptum), expressão traduzida como "assim estava escrito", é uma marcação feita em uma citação que foi transcrita exatamente como encontrada no texto de origem para indicar que, na transcrição, foi encontrado um termo ou expressão com algum erro gramatical ou ortográfico, bem como usos arcaicos de linguagem, raciocínio lógico falho ou qualquer outro problema que poderia ser considerado erro de quem transcreveu. Pode ser usado também quando o autor discorda da opinião transcrita na citação. É formatada em negrito ou em itálico e entre colchetes: [sic]. Caso a mesma expressão ou palavra apareça escrita da mesma maneira estranha várias vezes no texto em que a citação foi tirada, deve-se usar a expressão [sic passim], que pode ser traduzido como "está assim por toda parte".
Alguns especialistas em línguas românicas afirmam que o "sim" do português, o sí do castelhano e o sì do italiano tiveram origem em sic.